# Trahtemîriv, Kaniv
Trahtemîriv (în ucraineană Трахтемирів) este un sat în comuna Hrîhorivka din raionul Kaniv, regiunea Cerkasî, Ucraina.

## Demografie
Componența lingvistică a localității Trahtemîriv
     Ucraineană (88,89%)
     Rusă (11,11%)
Conform recensământului din 2001, majoritatea populației localității Trahtemîriv era vorbitoare de ucraineană (88,89%), existând în minoritate și vorbitori de rusă (11,11%).

## Legături externe
- pl Trechtymirów în Dicționarul geografic al Regatului Poloniei și al altor țări slave, volum XII (Szlurpkiszki — Warłynka) 1892

- pl Trechtymirów în Dicționarul geografic al Regatului Poloniei și al altor țări slave, volum XV, p. 2 (Januszpol — Wola Justowska)1902